# Estadio Nuevo Monumental
El Estadio Nuevo Monumental de Rafaela, conocido popularmente en Argentina como  Monumental de Rafaela, es un recinto deportivo ubicado en el Barrio Alberdi de la ciudad de Rafaela, Santa Fe, Argentina. Pertenece al club Atlético Rafaela y cuenta con una capacidad para albergar a 20.660 espectadores. En él se disputan los partidos de fútbol que Atlético Rafaela juega como local.
Fue inaugurado el 12 de octubre de 1954, y en el año 2004 se le realizaron importantes reformas. En 1921, por iniciativa del entonces presidente Octavio Zóbboli, la cuadra donde está actualmente el Estadio Monumental, marcada por las calles Urquiza, Primera Junta, Víctor Manuel y Dentesano, más la manzana donde hoy se encuentra la escuela Centenario (ex Escuela Normal). El predio tenía 210 m de norte a sur y 130 m de este a oeste.
El 1 de agosto de 1921 surge una propuesta para la compra de esos terrenos y se acuerda que la primera cuota sea de $ 10 000. El 9 de noviembre de ese mismo año, el presidente informa que el club tiene en caja $ 7600, recaudados en la feria del 25 de mayo; que ya está en marcha la rifa de un automóvil Ford y que ya fueron solicitados $ 5000 a la Municipalidad y $ 20 000 al Gobierno provincial por lo que se resuelve la adquisición del lugar.
En 1922, el club decide alambrar todo el predio. La cancha de fútbol estaba marcada de norte a sur con un arco del lado de calle Primera Junta y otro en Dentesano.
En 1923 se construye una tribuna para los espectadores del fútbol.
En 1925, el Banco Provincial de Santa Fe aprueba un préstamo hipotecario de $ 35 000, dinero que permite escriturar y saldar la deuda de los terrenos que actualmente ocupa en barrio Alberdi.
El 3 de marzo de 2004 se inauguraron algunas reformas con un partido con Colón de Santa Fe (empate 1:1), con vistas al reciente ascenso del club a la Primera División Argentina.
En el año 2011 se realizaron varias remodelaciones, que incluyeron una platea visitante sobre la tribuna visitante, y una remodelación de palcos en el sector local. Estas refacciones se hicieron para acondicionar la cancha a las exigencias de la Primera División.

## Historia
En 1921, por iniciativa del entonces presidente Octavio Zóbboli, la cuadra donde está actualmente el Estadio Monumental , marcada por las calles Urquiza, Primera Junta, Víctor Manuel y Dentesano, más la manzana donde hoy se encuentra la escuela Centenario (ex Normal). El predio tenía 210 m de norte a sur y 130 m de este a oeste. 
El 1 de agosto de 1921 surge una propuesta para la compra de esos terrenos y se acuerda que la primera cuota sea de $ 10 000. El 9 de noviembre de ese mismo año, el presidente informa que el club tiene en caja $ 7600, recaudados en la feria del 25 de mayo; que ya está en marcha la rifa de un automóvil Ford y que ya fueron solicitados $ 5000 a la Municipalidad y $ 20 000 al Gobierno provincial por lo que se resuelve la adquisición del lugar.
En 1922, el club decide alambrar todo el predio. La cancha de fútbol estaba marcada de norte a sur con un arco del lado de calle Primera Junta y otro en Dentesano. 
En 1923 se construye una tribuna para los espectadores del fútbol.
En 1925, el Banco Provincial de Santa Fe aprueba un préstamo hipotecario de $ 35 000, dinero que permite escriturar y saldar la deuda de los terrenos que actualmente ocupa en barrio Alberdi.

### La construcción del Monumental
Había que remodelar el campo de deportes, porque para la construcción de las tribunas de cemento, el campo de juego debía cambiar de orientación. Ya no estaría orientado de norte a sur. Nació la actual fisonomía del estadio, puesto de este a oeste, con un arco sobre calle Urquiza y el otro sobre calle Víctor Manuel, con la figura del frontón cubierto como parte de la escenografía desde ya hacía una década.
Ya con el campo de juego se iniciaron las obras: la tribuna de cemento que cubre el lateral norte del estadio y que da espaldas al Colegio Normal. Luego de mucho tiempo de trabajo se concluyó esa enorme tribuna y se realizó también la cancha de básquetbol, orientada de la misma forma que la de fútbol y ubicada sobre calle Dentesano. Se le construyó además una tribuna de cemento.Con la llegada del Gimnasio Arquitecto Lucio Casarín, llegarían también los palcos. Acaso como una loca presunción del propio Casarín que decidió pautarlos a futuro, porque imaginaba a su Atlético jugando por cosas importantes y necesitando de una mayor capacidad que la que le daba la enorme tribuna que daba sobre calle Primera Junta.
El 10 de octubre de 1953 la obra se inauguró con actos que se desarrollaron hasta el día 12, cuando luego de la actuación de la banda militar del Liceo General Belgrano de Santa Fe, Atlético enfrentó a Platense. El vibrante partido amistoso que estrenó el Monumental lo ganó el "Calamar" 5:3.
El estadio Nuevo Monumental tiene una capacidad para 14.660 espectadores.

### La iluminación artificial
La noche del 13 de febrero de 1965, se inauguró la iluminación del Estadio Monumental de Barrio Alberdi. El moderno sistema lumínico adquirido fue para la época toda una novedad.
Esa misma noche, para estrenar el sistema de luz artificial, se enfrentaron los primeros equipos de Atlético Rafaela y Atlanta, que llegó a Rafaela con el elenco que militaba en la Primera División de AFA. El partido lo ganó Atlanta 5:2.

### Partido de reinauguración
En el año 2003 se le realizaron importantes reformas, con vistas al reciente ascenso del club a la Primera División Argentina. Se reinauguró como Nuevo Monumental el 24 de agosto de 2003 en el empate con Colón de Santa Fe por 1 a 1. El autor del primer gol en el nuevo estadio fue Iván Juárez.
| 24 de agosto de 2003, 13:30 | Atlético de Rafaela | 1:1 (1:0) | Colón          |                                                           |                                                           |
|                             | Juárez 35'          |           | Migliónico 64' | Asistencia: 15.000 espectadores Árbitro(s): Ángel Sánchez | Asistencia: 15.000 espectadores Árbitro(s): Ángel Sánchez |

### El estadio luego del segundo ascenso
Tras el segundo ascenso a la primera división en 2011, se inauguró una pequeña segunda bandeja que funciona como platea para el público visitante.
La misma se montó sobre columnas ubicadas en la popular inferior, las cuales bloquean la vista hacia el campo de juego, dejando la mitad superior de la misma inutilizada.